# Delfino José Rodrigues Ribeiro
Delfino José Rodrigues Ribeiro (Macau, 24 de Maio de 1930 - Lisboa, 17 de Janeiro de 2012) foi um funcionário público, advogado, juiz, inspector, notário público e político macaense. Ajudou a instalar em 1961 a Polícia Judiciária de Macau, que dirigiu por nove anos. Foi deputado à Assembleia Nacional eleito pelo círculo de Macau (1969-1974) e deputado à Assembleia Legislativa de Macau eleito por sufrágio indirecto (1980-1984). Foi também co-fundador e/ou dirigente de várias associações, fundações e instituições, tais como a Associação para a Defesa dos Interesses de Macau (ADIM), a Associação Promotora da Instrução dos Macaenses, o Elos Clube de Macau, o Clube de Ténis Civil de Macau, a Associação dos Advogados de Macau e a Fundação do Santo Nome de Deus (em Lisboa).

## Biografia
Delfino José Rodrigues Ribeiro nasceu no dia 24 de Maio de 1930, na casa da avó na Rua do Campo, em Macau, que na altura era uma província ultramarina portuguesa na China. De nacionalidade portuguesa e oriundo de uma antiga família macaense (ou luso-descendente), licenciou-se em Direito pela Universidade de Lisboa. Era amigo e primo de Carlos Augusto Corrêa Paes d’Assumpção. Enquanto estudante, frequentou o Centro Universitário da Mocidade Portuguesa e foi ainda director-geral dos Serviços de Intercâmbios da Mocidade Portuguesa. Em 1955, iniciou a sua carreira profissional na Função Pública como subdelegado do Procurador da República da Câmara de Lisboa. Em 1961, regressou a Macau para instalar e dirigir a Polícia Judiciária de Macau como inspector-adjunto, cargo que desempenhou durante nove anos. Concomitantemente, foi também director do Arquivo Provincial do Registo Criminal e Policial, juiz do Tribunal de Polícia de Macau, director e docente dos cursos técnicos da Polícia Judiciária, director do Centro de Combate à Toxicomania em regime de alternância ou rotatividade e consultor da International Institute for the Study of Drug Addiction (com sede em New York). Em 1970, ele foi nomeado notário público em Macau e começou simultaneamente a exercer advocacia.
Foi deputado à Assembleia Nacional eleito pelo círculo de Macau na X legislatura (1969-1973) e na XI legislatura (1973-1974), trabalhando na Comissão do Ultramar, onde foi secretário na X legislatura. Para além das suas intervenções sobre o Ultramar Português, destacou-se também pelo seu apoio ao Decreto-Lei n.º 420/70, que inseria várias disposições sobre o tráfico ilegal de estupefacientes. Em 1973, o Centro de Informação e Turismo de Macau editou e publicou o aviso prévio sobre a toxicomania que ele elaborou e expôs na Assembleia Nacional.
Em 1974, Delfino Ribeiro fez parte de um grupo de macaenses que fundou a Associação para a Defesa dos Interesses de Macau (ADIM), cujo líder era naturalmente o dr. Carlos Augusto Corrêa Paes d’Assumpção. Esta associação política de cariz conservadora defendia a curto prazo a manutenção do statu quo de Macau como território português. Nas eleições legislativas de 1980, Delfino Ribeiro foi eleito deputado por sufrágio indirecto para a Assembleia Legislativa de Macau, em lista única, pelo sector dos interesses de ordem moral.
Em Novembro de 1987, ele liderou o primeiro grupo oficial de advogados portugueses convidados pelas autoridades da República Popular da China para visitarem a China Continental (mais concretamente, a cidade de Cantão).
Para além da advocacia, segurança pública, notariado e política, ele empenhou-se também no associativismo, tendo co-fundado e/ou dirigido várias associações, fundações e instituições: foi co-fundador da Associação dos Advogados de Macau, onde foi presidente do seu Conselho Fiscal em 1991-1993 e presidente do Conselho Superior de Advocacia em 1994-1995; presidente do Clube de Ténis Civil de Macau; vice-presidente da Associação Promotora da Instrução dos Macaenses (APIM); co-fundador do Elos Club de Macau e vice-presidente internacional para a Ásia do Elos Internacional da Comunidade Lusíada (com sede no Brasil); membro honorário da Casa de Macau em São Paulo (no Brasil); e presidente do Conselho de Curadores da Fundação do Santo Nome de Deus, que ele co-fundou com outros macaenses em Lisboa em 1996, com o objectivo inicial de ajudar as famílias macaenses que quisessem mudar a sua residência para Portugal devido à transferência de soberania de Macau para a República Popular da China, agendada para o dia 20 de Dezembro de 1999.
Morreu no dia 17 de Janeiro de 2012 em Lisboa (Portugal), com 81 anos de idade.

### Família
Oriundo de uma antiga família macaense (ou luso-descendente), Delfino José Rodrigues Ribeiro era filho de Delfino José Ribeiro (1899-1964) e de Cristina Ana de Senna Fernandes Rodrigues (1905-1983). No dia 21 de Setembro de 1953, ele casou com Margarida Maria Mendes de França Ferreira Rodrigues Ribeiro na Capela da Penha de França, no Funchal (Portugal). Teve com ela quatro filhos: Isabel Cristina Ferreira Rodrigues Ribeiro (1954), Delfino Pedro Ferreira Rodrigues Ribeiro (1957), Duarte Miguel Ferreira Rodrigues Ribeiro (1958) e David Paulo Ferreira Rodrigues Ribeiro (1973). No dia 15 de Setembro de 2009, casou pela segunda vez com Lorraine Au na Conservatória do Registo Civil, em Macau.